# Régine Laurent
Pour les articles homonymes, voir Laurent.
Régine Laurent, née le 9 octobre 1957, est une infirmière québécoise d'origine haïtienne qui se fait connaître du public pendant ses mandats à la présidence de la Fédération interprofessionnelle de la santé du Québec puis plus tard comme analyste politique et finalement comme présidente de la Commission spéciale sur les droits des enfants et la protection de la jeunesse.
Le 29 novembre 2017, l'Assemblée nationale du Québec vote unanimement une motion pour reconnaitre formellement « le parcours exceptionnel  de Régine Laurent » à la tête de la FIQ.
À partir de 2018, elle commente l'actualité politique et sociale québécoise à l'émission La Joute diffusée à TVA.
Infirmière connue au Québec, elle est symboliquement retenue pour administrer la seconde dose du vaccin contre la Covid-19 au premier ministre François Legault, le 21 juin 2021.
En octobre 2021, elle est nommée sur le conseil d'administration du Groupe TVA Inc.

## Distinctions
- Officière de l'Ordre national du Québec (2024)[6]